# Bythinella jourdei
Bythinella jourdei е вид коремоного от семейство Hydrobiidae. Видът е уязвим и сериозно застрашен от изчезване.

## Разпространение
Разпространен е във Франция.